# Vương Kiên
Vương Kiên (giản thể: 王坚; phồn thể: 王堅; bính âm: Wáng Jiān, 1198? – 1264), người Đặng Châu, Nam Dương, tướng lĩnh kháng Mông cuối đời Nam Tống.

## Gia nhập quân "Trung Thuận"
Tháng 7 năm Gia Định thứ 11 (1218), Vương Kiên là một trong hơn 2 vạn tráng sĩ của 3 châu Đường, Đặng, Thái đến Tảo Dương, hưởng ứng lời kêu gọi của Kinh Ngạc thống chế Mạnh Tông Chánh nhà Nam Tống, được đặt hiệu là "Trung Thuận quân".
Trong những năm Gia Hi (1237 - 1240), Vương Kiên ở dưới quyền Mạnh Củng (con trai Tông Chánh), đến Hạnh Sơn làm ruộng luyện binh. Khi ấy người Mông Cổ ở ven bờ Đan Giang, Thuận Dương chế tạo thuyền bè, chuẩn bị tiến xuống phía nam. Nắm rõ địch tình, tháng 1 năm Gia Hi thứ 3 (1239), ông tuyển chọn những binh sĩ tinh tráng, nhân đêm tối đến đốt sạch. Sau đó Kiên nhiều lần đánh bại quân Mông Cổ, thu lại đất đai đã mất, được thăng nhiệm Quận đoàn luyện, trấn thủ Hợp Châu.
Năm Thuần Hữu thứ 11 (1251), tham gia đánh bại quân Mông Cổ, giành lại phủ Hưng Nguyên.

## Chỉ huy trận Điếu Ngư
Tháng 6 năm Bảo Hữu thứ 2 (1254), Vương Kiên cùng bọn Tào Thế Hùng tại các nơi Hợp Châu, Quảng An đánh bại quân Mông Cổ, được thăng nhiệm Hưng Nguyên phủ đô thống kiêm Tri Hợp Châu. Ông điều 17 vạn dân phu từ 5 huyện, xây dựng thành Điếu Ngư.
Tháng giêng năm Khai Khánh đầu tiên (1259), Đại Hãn Mông Ca phái hàng tướng Tấn Quốc Bảo đến chiêu hàng, bị ông đem ra chém đầu.
Tháng 6, tướng Mông Cổ là Uông Đức Thần nhân đêm tối tập kích trại Mã Quân ở ngoài thành, giết chết trại chủ tướng và lính giữ trại, ông soái quân nghênh chiến. Đến sáng, gặp mưa lớn, thang gãy, quân Mông Cổ đành lui về.
Tháng 7, hãn Mông Ca ở núi Mã An thuộc trại Mã Quân cho chế tạo Khiêu đầu bảo (một loại xe lầu, thường có chiều cao ngang mặt thành), phát động tấn công thành Điếu Ngư. Sau cuộc chiến kịch liệt này, Mông Ca băng hà, quân đội Mông Cổ ở khắp các châu Âu, Á đều phải lui về. Thành Điếu Ngư nhân đó được các sử gia thế giới gọi là "Nơi thượng đế bẻ gãy roi."
Kiên nhờ công được phong Ninh Viễn quân Tiết độ sứ, Ngự tiền chư quân đô thống chế kiêm Tri Hợp Châu, tiết chế binh mã, tiến phong Thanh Thủy huyện Khai quốc bá. Sau đó được điều nhiệm các chức vụ như Hồ Bắc An phủ sứ,...

## Qua đời
Năm Cảnh Định đầu tiên (1260), Kiên bị Giả Tự Đạo bài xích, Tống Lý tông ban chiếu gọi về kinh thành Lâm An. Tháng 3 năm Cảnh Định thứ 4 (1261), ông đổi nhiệm Tri Hòa Châu kiêm Quản nội an sứ.
Tháng 3 năm Cảnh Định thứ 5 (1264), ông uất ức mà mất, được ban thụy là Trung Tráng.
Do "Tống sử" được làm vào đời nhà Nguyên, sự tích của Vương Kiên không được chép vào phần Liệt truyện, mà rải rác xuất hiện trong Bản kỷ và Liệt truyện của người khác.